# Dedinszky Izabella
Dedinszky Izabella (Selmecbánya, 1904. május 12. – 1994) orgonaművész, zeneszerző, karnagy, író, könyvtáros. Az első magyar okleveles orgonaművésznő.
Férje 1937–1944 között Kampis János (1886–1968) festőművész volt. Házasságkötésük után publikációin a Kampis Jánosné Dedinszky Izabella, Kampisné Dedinszky Izabella vagy a K. Dedinszky Izabella nevet is használta.

## Életpályája
Szülei Dedinszky Károly és Tomcsik Izabella. Zenei tanulmányait hat éves korában Erdélyben kezdte el, de betegsége miatt évekre abba kellett hagynia. Később a Nemzeti Zenedében folytatta stúdiumait, zongorajátékát Thomán István mesteriskolájában tökéletesítette, ekkor kezdett el orgonán is játszani. Siklós Albert és Zalánffy Aladár tanítványaként a Zeneakadémián végzett 1929-ben orgona- és zeneszerzés szakon, valamint karnagyképző tanfolyamon, ő volt „az első magyar okleveles orgonaművésznő”. Ezt követően az Amerikai Egyesült Államokban folytatta tanulmányait, 1930–31-ben a Grinnell College-ban, majd 1931-33-ban az Eastman School of Musicban. Ezzel párhuzamosan 1931-ben kezdte meg PhD-képzését a Chicagói Egyetemen, ahol Plain of the "Comédie Humans"; Distribution of Novels című doktori értekezését 1933-ban védte meg. Egy ideig a rochesteri Music School tanára volt. 1933-ban tért haza Los Angelesből Magyarországra. A karnagyvizsgát 1934-ben tette le a Zeneművészeti Főiskolán.
Az 1930-as években Dedinszky Izabella korának nemzetközileg is elismert orgonaművésze volt. A korabeli sajtóhíradások szerint fellépett Svédországban, Finnországban, Lengyelországban, Nagy Britanniában (ahol a brightoni zenei ünnepségen két díjat – egyet mint orgonaművész, egyet mint zeneszerző – is nyert), valamint az Egyesült Államokban. Hazai fellépései közül a balatonkenesei, a kolozsvári és a pécsi koncertjeiről találhatók beszámolók a korabeli sajtóban. 1934-ben a rochesteri Hochstein Music School tanáraként amerikai és nyugat-európai mintára egyórás templomi orgonahangversenyt mutatott be Budapest, Miskolc, Debrecen, Pécs és Erdélyben Kolozsvár, Marosvásárhely, Nagyszeben és Brassó templomaiban. Több alkalommal adott koncertet a Zeneművészeti Főiskola nagytermében. 1935-ben a Piłsudski marsall névnapja alkalmából rendezett díszhangversenyen együtt lépett fel Szabó Margittal, Barsi Ödönnel és Major Tamással, a Nemzeti Színház művészeivel. Ugyanebben az évben az Egyetemet Végzett Magyar Nők Egyesülete által szervezett Veres Pálné-emlékünnepen Bobula Ida emlékbeszéde után a Magyar női vonósnégyessel adott közös hangversenyt, 1939-ben az Egyesület vokálegyüttesét is vezette.
A kritikák, illetve az ismertetők minden előadásáról a legmagasabb szinten nyilatkoztak. Előadásain gyakran élt az improvizáció eszközével, különösen a Himnusz improvizációi arattak kitörő sikert. Fellépései és azok fogadtatása az arcanum.hu MTI kőnyomatos hírek adatbázisában nyomon követhetők.
Játékáról Szomory Dezső írt áradozó kritikát a Színházi Élet című újságba

„…oh, Istenem, ez egy karcsú nő, piros selyemruhában, de micsoda karcsú nő, a két kinyújtott meztelen karjával micsoda mámorban s áhítatban, micsoda hangmagaslatokban, katedrálisok magaslatában, s mennyországokban, hogy már majdnem féltettem, olyan magaslatokban és mennyországokban, mert ez mégis csak egy kis vékony finom nő piros selyemben!
Du Mage Grand jeu-jét játszotta, – ez a legnagyobb stílus! Bach a-moll fúgáját játszotta az arpeggiókkal, s a pedálszólókkal, – ez a végső határa annak, azt hiszem, ahogy egy nő a két meztelen karjával, s a két lábával (mert az is játszik), egész kis vékony lényének hatalmával, egy szál piros ruhában, a legmagasabb mennyekig tudja emelni az embert! Még Franck Cézár isteni dolgait játszotta ez a ritka nő, – én hallottam ezt a Franck Cézárt, ha jól emlékszem, a Saint Sulpice-templomban, Párizsban én hallottam Charles Widort, Bossit, akit tetszik, de ez mind nem ez a pirosruhás Dedinszky Izabella! Ez A NŐ AZ ORGONÁNÁL. Ezzel az ember mindjárt érzi, micsoda nő ez, micsoda lelke van! Hogy hova szárnyal, merre vágyik, micsoda csúcsokra! Nem is tudom, ha kívüle van még nő a világon, aki orgonázik! De férfi ember is kevés, aki ilyen művész!”

Szomorynak ez a kritikája nemcsak a Színházi életben, hanem Zene és ének hangjainál című könyvében is megjelent.
Nemcsak játszott az orgonán, hanem saját szerzeményei is voltak. 1934-ben, a korabeli kritika külön említésre méltónak ítélte szerzeményeit a fiatal főiskolai hallgatók szerzői estjén. Az 1930-as évek elején Londonban a jubiláris zenei ünnepen második díjat nyert a Passacaglia című művével. A zenei antikváriumok kínálatában időnként ma is megtalálható egyik művének – Markt-szene. Konzertstück für Klavier Op. 7. – eredeti, saját kiadású példánya. Ez, a magyarul Vásári jelenet címet viselő műve 1934-ben a Verlag der Spezial Weltbücher (New York) nemzetközi zenei pályázatán több díjat is nyert, és a New York-i Edition Intercontinental kiadásában is megjelent. Méltatása szerint: „Érdekes zongoratétel, kissé bizarr harmonizálás és jó formaérzék jellemzi a jazz-muzsikával határos, hálás művet.”
Az 1940-es években már egyre kevesebb koncertet adott, és érdeklődése a szakirodalom és a könyvtári tudományos munka felé irányult. Az Országos Széchényi Könyvtárban gyakornokoskodott, és gyakornoki ideje alatt publikációkat jelentetett meg a Magyar Könyvszemle és a Magyar Könyvészet című évenként megjelenő kiadványokban.
1942-ben jelent meg legnagyobb lélegzetű műve, Az orgonáról című esztétikai tanulmánya. A műről a Katolikus Szemle műkritikusa az alábbiakat írta: „K. Dedinszky Izabella könyve többet nyújt, mint amennyit címében ígér. Az orgonának, ennek a par excellence egyházi hangszernek nemcsak az esztétikáját adja, hanem történetét, hangtani alapját és működését, játékmódját s az orgonára való zeneköltés elméletét is felvázolja rövid, de azért mégis minden lényegesre kiterjedő feldolgozásban. Legértékesebb része mégis az orgona esztétikai jellemzése, amelyben nemcsak az idevágó irodalomban való alapos jártasságáról tesz tanúságot, hanem sok egyéni megállapítást is nyújt, melyekben szigorúan tudományos módszerrel tudatosít olyan tényeket, amelyeket eddig még talán senki sem foglalt rendszerbe.” Hozzáteszi: „Zenei életünk minden fejlettsége mellett is, főleg elméleti munkákban szegény zeneirodalmunk komoly nyeresége ez a munka.”
1943-ban léptették elő gyakornokból könyvtári segédőrré.
1943-ban Révay József, miután Babits Mihály betegsége miatt már nem vállalta fel a munkát, őt kérte fel a Schöpflin Aladár irodalmi munkássága című kötet megírására, amely az író 70. születésnapjára barátai által került kiadásra.
1944-ben az ő szerkesztésében jelent meg az Országos Széchényi Könyvtár kiadásában a Zeneművek 1936–40 című zenei katalógus.
Az Országos Széchényi Könyvtár 1982–83-as Évkönyve több helyen is megemlíti ott végzett munkásságát, és a Könyvtár akkori neves főigazgatója, Fitz József közeli munkatársaként, a „Fitz-iskola” tagjai között említi, olyan ismertebb nevek társaságában, mint például Jékely Zoltán, Lavotta Rezső, Ortutay Gyula, Szemző Piroska, Vécsey Jenő és mások.
Férje Kampis János festőművész volt, akivel 1937. június 21-én kötött házasságot Budapesten. 1944-ben elváltak, majd Kampis 1945-ben Németországba távozott. Feleségéről készített képe a Kieselbach Galéria gyűjteményében található. Az Országos Széchényi Könyvtár nyilvánosságra került igazolóbizottsági iratai szerint férje a tudta és beleegyezése nélkül 1940 őszén beléptette a nyilaskeresztes pártba. A párttagság tényét az eljárás során nem tagadta, de kifejtette, hogy a beléptetés ellen éveken keresztül tiltakozott, és ez a politikai nézetkülönbség vezetett válásukhoz is. Az igazolóbizottsági eljárás során több tanú is azt vallotta, hogy 1944-ben több zsidó származású személyt bújtatott a lakásában. E tanúvallomások alapján első fokon nyugdíjazták, fellebbezés után a Népbíróság 1947. december 1-i határozatával feddésben részesítette. Az indoklás szerint: „A Népbíróság előtt bebizonyosodott, hogy a kritikus időkben a testi épségét veszélyeztetve üldözötteket rejtegetett saját lakásában, s ezzel a ténnyel, valamint kijelentéseivel tanújelét adta antifasiszta beállítottságának. Ilyen körülmények között a Népbíróság csak azt írhatja terhére, hogy képzett és intelligens nő létére nem tett lépéseket, hogy az akarata ellenére keletkezett párttagsága bizonyíthatóan megszűnjön. Ennél fogva kisebb fokú hiba terheli, amiért a rendelkezések értelmében feddéssel kellett illetni.” 1947 utáni életéről nincs adat, feltehetően külföldre távozott.
Az utóbbi időszakban már ismét feltűnik a neve a tanulmányokban, és korának legkiválóbb művészei között emlékeznek meg róla.

## Művei
- Dedinszky K. Izabella: Az orgonáról, Esztétikai tanulmány, Budapest, 1942 (Dolgozatok a Kir. Magyar Pázmány Péter Tudományegyetem Philosophiai Semináriumából)
- Dedinszky Izabella K. Schöpflin Aladár irodalmi munkássága, Budapest, 1943 (Bibliográfiai füzetek 6.)
- Dedinszky Izabella K. Zeneművek 1936-40. Kiadta az Országos Széchényi Könyvtár, Budapest, 1944 (Az 1936-40. évkör magyar szakkönyvészete) 142-144. o. Ismertető a könyvről
- Magyar könyvészet 1941. kötetben: A Magyarországon megjelent zeneművek jegyzéke fejezet
- K. Dedinszky Izabella: A Magyar Könyvszemle 1940. című könyvben: Wagner és Liszt dedikált művei az Országos Széchényi Könyvtárban 87. oldal
- A Magyar Könyvszemle 1940. című könyvben: Lavotta Rezső: Kéziratos hangjegyek. Ismerteti: Kampisné Dedinszky Izabella.

Művei megtalálhatók a világ számos könyvtárában:
- A Deutsche National Bibliothekban
- A Cseh Narodni Muzeumban,
- a Columbia University Bibliothek-ben
- a University of Illinois Library-ben
- A Biblioteca Nazionale Centrale di Firenze könyvtárban Archiválva 2014. február 25-i dátummal a Wayback Machine-ben
- a Pozsonyi Egyetemen